# 9492 Veltman
A 9492 Veltman (ideiglenes jelöléssel 2066 T-1) a Naprendszer kisbolygóövében található aszteroida. Cornelis Johannes van Houten, Ingrid van Houten-Groeneveld és Tom Gehrels fedezte fel 1971. március 25-én.